# 8594 Albifrons
8594 Albifrons eller 2245 T-1 är en asteroid i huvudbältet som upptäcktes den 25 mars 1971 av den nederländsk-amerikanske astronomen Tom Gehrels och det nederländska astronomparet Ingrid van Houten-Groeneveld och Cornelis Johannes van Houten vid Palomarobservatoriet. Den är uppkallad efter fågeln Småtärna.
Asteroiden har en diameter på ungefär 3 kilometer och den tillhör asteroidgruppen Nysa.